# Leucochlaena seposita
Leucochlaena seposita is een vlinder uit de familie uilen (Noctuidae). De wetenschappelijke naam is voor het eerst geldig gepubliceerd in 1921 door Turati.
De soort komt voor in Europa.